# Petit Ranjit
El Petit Ranjit, denominat també Chhota, és un riu de Bengala Occidental al districte de Darjeeling, que neix a la serra de Singalila a la frontera entre Sikkim i Nepal i corre general cap al sud-est fins a desaiguar al Gran Ranjit per la seva dreta. Els seus afluents principals són el Kahel, l'Hospital Jhora, el Rilling, el Ramman i el Serjang.